# Genealogisches Handbuch des Adels
Генеалогический справочник дворянства (нем. Genealogisches Handbuch des Adels, GHdA) — справочное издание, издававшееся с 1951 по 2015 год издательством Starke Verlag под редакцией Фонда архивов немецкого дворянства. Он был задуман как преемник «Готского альманаха», ранее издававшегося Юстусом Пертесом, и «Готского генеалогического карманного справочника». С 2015 года его продолжением стал «Готский генеалогический справочник».

## Содержание
GHdA содержит информацию о происхождении многих носителей фамилий и членов немецких дворянских семей, включая их генеалогические древа и гербы.
В 158 томах он записывает дворянские семьи с территории бывшей Священной Римской империи (ныне страны: Германия, Австрия, Лихтенштейн, Швейцария, Нидерланды, Бельгия, Люксембург, Чешская Республика, Словения, Италия (большая часть, включая Ватикан), а также частей современных стран Франции (Лотарингия, Эльзас, Бургундия), Прибалтики, современной Польши (Силезии, Померании, Восточной и Западной Пруссии, Познани, Галиции) и Украины (Галиции и Буковины).
Тома были изданы в разных подсериях:
- Немецкое дворянство
- Баронские роды, титулярные и императорские бароны
- Графские роды: обычно титулярные графские дома
- Дворянские роды:
  - Первый раздел: правящие и бывшие правящие роды
  - Второй раздел: суверенные и несуверенные роды (которые, как и первый раздел, относятся к высшему дворянству),
  - Третий раздел: дворянские роды, которые не относятся к первым двум разрядам.

Публикация отдельных семейных статей была обязанностью самих дворянских семей. Контроль за точностью всей публикуемой информации и данных в конечном итоге лежит на Комитете по немецкому дворянскому праву.
Главным редактором до середины 1960-х годов был Ганс Фридрих фон Эренкрук, с коллегами, включая Фридриха Вильгельма Эйлера и Юргена фон Флотов, который также сотрудничал с «Немецкой дворянской газетой» (Deutschen Adelsblatt). Преемниками Ганса Фридриха Эренкрука были Вальтер фон Гук, Клаус фон Андриан-Вербург, а затем, на протяжении многих десятилетий, Кристоф Франке и Готфрид граф Финк фон Финкенштейн.
Помимо GHdA, существует «Генеалогический справочник дворян Баварии» (Genealogische Handbuch des in Bayern immatrikulierten Adels), основанный Францем Йозефом цу Гогенлоэ-Шиллингсфюрстом с 1950 года, и  «Генеалогический справочник Балтийских рыцарских орденов (новая серия)», публикуемый с 2011 года.